# Ropica wallisi
Ropica wallisi är en skalbaggsart som beskrevs av Stefan von Breuning 1970. Ropica wallisi ingår i släktet Ropica och familjen långhorningar. Inga underarter finns listade i Catalogue of Life.